# Our Little Secret
Pour plus de détails, voir Fiche technique et Distribution.
Our Little Secret est une comédie romantique Noël américaine réalisée par Stephen Herek et écrite par Hailey DeDominicis. Le film met en vedette Lindsay Lohan et Ian Harding. Il est disponible sur Netflix depuis le 27 novembre 2024.

## Synopsis
Après avoir découvert que leurs partenaires actuels sont frère et sœur, deux ex fâchés doivent passer Noël sous le même toit tout en dissimulant leur passé amoureux.

## Distribution
- Lindsay Lohan (VF : Barbara Beretta) : Avery
- Ian Harding (VF : Thomas Roditi) : Logan
- Tim Meadows (VF : Thierry Desroses) : Stan
- Jon Rudnitsky (VF : Franck Lorrain) : Cameron Morgan
- Henry Czerny (VF : Edgar Givry) : Mitchell, le père d'Avery
- Judy Reyes (VF : Annie Milon) : Margaret
- Chris Parnell (VF : Jérôme Rebbot) : le vétérinaire
- Kristin Chenoweth (VF : Patricia Legrand) : Erica Morgan, la mère de Cameron, Cassie et Callum
- Dan Bucatinsky (VF : Nicolas Djermag) : Leonard Morgan, le père de Cameron, Cassie et Callum
- Katie Baker (VF : Leslie Lipkins) : Cassie Morgan
- Jake Brennan (VF : Tom Berguig) : Callum Morgan, le benjamin
- Ash Santos (VF : Annie Le Youdec) : Sophie, l'ex de Cameron
- Brian Unger : Paul, le patron de Logan
- Bobbie Eakes (VF : Nathalie Homs) : Cheryl, la mère de Logan

## Musique
Emily Bear a composé la musique originale de Our Little Secret. Netflix Music a sorti un album de bande originale comprenant la musique du film et la chanson « Happiest Christmas Tree » interprétée par Aliana Lohan le 27 novembre 2024,.

## Diffusion
Our Little Secret est sorti sur Netflix le 27 novembre 2024. Le film a été projeté au Bay Theater de Los Angeles à partir du même jour.